# Pyrgus carthami
Pyrgus carthami é uma espécie de insetos lepidópteros, mais especificamente de borboletas pertencente à família Hesperiidae.
A autoridade científica da espécie é Hübner, tendo sido descrita no ano de 1813.
Trata-se de uma espécie presente no território português.